# Ганаго, Игнатиус
Игнатиу́с Ганаго́ (фр. Ignatius Ganago; род. 16 февраля 1999, Дуала) — камерунский футболист, нападающий клуба «Нант» и национальной сборной Камеруна.

## Карьера
Ганаго занимался футболом в Камеруне. Летом 2017 года перешёл во французскую «Ниццу», где в двух матчах за вторую команду забил два мяча. 9 сентября 2017 года дебютировал во французском чемпионате в поединке против «Монако», выйдя на замену 74-й минуте вместо Марио Балотелли и отличившись уже на 85-й минуте.
10 июля 2020 года Ганаго перешёл в «Ланс» за 6 миллионов евро. 10 сентября 2020 года игрок забил свой первый гол за новый клуб в ворота «ПСЖ». Тот гол стал победным и матч так и закончился со счётом 1:0.

## Клубная статистика
по состоянию на 1 июля 2021
| Выступление      | Выступление      | Выступление      | Чемпионат | Чемпионат | Кубки | Кубки | Еврокубки | Еврокубки | Прочие | Прочие | Итого | Итого |
| Клуб             | Лига             | Сезон            | Игры      | Голы      | Игры  | Голы  | Игры      | Голы      | Игры   | Голы   | Игры  | Голы  |
| ---------------- | ---------------- | ---------------- | --------- | --------- | ----- | ----- | --------- | --------- | ------ | ------ | ----- | ----- |
| Ницца            | Лига 1           | 2017/18          | 6         | 1         | 1     | 0     | 3         | 0         | 0      | 0      | 10    | 1     |
| Ницца            | Лига 1           | 2018/19          | 20        | 2         | 1     | 0     | 0         | 0         | 0      | 0      | 21    | 2     |
| Ницца            | Лига 1           | 2019/20          | 26        | 3         | 3     | 1     | 0         | 0         | 0      | 0      | 29    | 4     |
| Ницца            | Итого            | Итого            | 52        | 6         | 7     | 1     | 3         | 0         | 0      | 0      | 62    | 7     |
| Ланс             | Лига 1           | 2020/21          | 24        | 7         | 0     | 0     | 0         | 0         | 0      | 0      | 24    | 7     |
| Ланс             | Итого            | Итого            | 24        | 7         | 0     | 0     | 0         | 0         | 0      | 0      | 24    | 7     |
| Всего за карьеру | Всего за карьеру | Всего за карьеру | 76        | 13        | 4     | 1     | 3         | 0         | 3      | 0      | 86    | 14    |